# Horodyszcze Wielkie (góra)
Horodyszcze Wielkie – (1377 m n.p.m.) szczyt górski w najbardziej na północny zachód wysuniętym fragmencie Gorganów, które są częścią Beskidów Wschodnich.